# 饅頭果毛管蚜
饅頭果毛管蚜（学名：Greenidea brideliae）为毛管蚜科毛管蚜屬下的一个种。